# Кахреманлуй-є-Алія
Кахреманлуй-є-Алія (перс. قهرمانلوی علیا‎) — село в Ірані, входить до складу дехестану Баш-Калах у Центральному бахші шахрестану Урмія провінції Західний Азербайджан.